# Ceres (dwergplaneet)
Ceres (volgens de nomenclatuur voor planetoïden (1) Ceres; symbool ) is de enige dwergplaneet in het zonnestelsel die zich in de planetoïdengordel bevindt. Ceres is op 1 januari 1801 ontdekt door Giuseppe Piazzi, en was een halve eeuw lang geclassificeerd als de achtste planeet. Ceres is vernoemd naar Ceres, de Romeinse godin van de akkerbouw en de moederliefde.
Ceres heeft een bolle vorm, in tegenstelling tot de meeste andere objecten in de planetoïdengordel. Dit is een van de voorwaarden om 'dwergplaneet' genoemd te kunnen worden. Met een diameter van ongeveer 950 kilometer is Ceres verreweg het grootste object in de planetoïdengordel. Ceres heeft ongeveer een derde van de totale massa van de planetoïdengordel.
Het oppervlak van Ceres is een mengsel van waterijs en gesteente. Het binnenste van Ceres is waarschijnlijk gedifferentieerd en heeft een rotsachtige kern met daaromheen een mantel van ijs. Ook zou er mogelijk een oceaan van vloeibaar water onder het oppervlak liggen.
Ceres heeft een schijnbare helderheid tussen de 6,7 en 9,3 en is daarom niet te zien met het blote oog.
Op 6 maart 2015 bereikte de ruimtesonde Dawn Ceres, na eerst ruim een jaar in een baan om de planetoïde Vesta te hebben gedraaid.

## Ontdekking
Het idee dat er nog een planeet zou bestaan tussen de banen van Mars en Jupiter was gesuggereerd door Johann Elert Bode in 1772. Dit was gebaseerd op de Wet van Titius-Bode, een theorie voorgesteld door Johann Daniel Titius. De halve lange assen van alle planeten zouden volgens die theorie een patroon hebben. Als deze theorie zou kloppen, dan zou er, op een afstand van ongeveer 2,8 AE, nog een planeet zijn. In 1781 ontdekte William Herschel de planeet Uranus. Volgens de Wet van Titius-Bode zou de afstand van een planeet na Saturnus 19,6 AE zijn. De afstand van Uranus lag daar dicht bij, namelijk 19,2 AE. Dit versterkte het vertrouwen in de theorie. In 1800 zochten vierentwintig astronomen naar de planeet tussen Mars en Jupiter. Hoewel ze Ceres niet ontdekten, vonden zij later wel een aantal grote planetoïden.

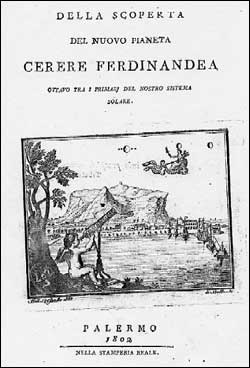
Piazzi's boek "Della scoperta del nuovo pianeta Cerere Ferdinandea" over de ontdekking van Ceres

Een van de astronomen die naar de planeet zochten, was Giuseppe Piazzi van de Academie van Palermo, Sicilië. Voordat hij echter de uitnodiging kreeg om bij de groep te komen, ontdekte hij Ceres op 1 januari 1801. Piazzi vond namelijk een bewegend ster-achtig object, waarvan hij dacht dat het een komeet was. Piazzi observeerde Ceres in totaal 24 keer. De laatste keer was op 11 februari 1801. Hij maakte zijn ontdekking bekend in brieven naar slechts twee collega's: Barnaba Oriani in Milaan en Bode in Berlijn. Hij noemde het een komeet, maar omdat haar beweging zo langzaam en gelijkmatig is, zou het mogelijk iets anders zijn. In april verstuurde Piazzi alle observaties naar Oriani, Bode en Jérôme Lalande van Parijs. De informatie werd in september 1801 gepubliceerd in de Monatlich Correspondenz.
Tegen die tijd was de positie van Ceres in de hemel al veranderd, en was zij te dicht bij de Zon voor andere astronomen om de observaties van Piazzi te bevestigen. Tegen het eind van dat jaar zou Ceres weer zichtbaar zijn, maar na zo'n lange tijd was het moeilijk de positie van Ceres te bepalen. Om Ceres terug te vinden ontwikkelde de toen 24 jaar oude Carl Friedrich Gauss een efficiënte methode om de baan te bepalen. In slechts enkele weken wist hij het pad van Ceres te voorspellen en stuurde hij de resultaten naar Franz Xaver von Zach. Op 31 december 1801 vonden von Zach en Heinrich Wilhelm Olbers Ceres dicht bij de voorspelde locatie.
Met de eerste observaties kon de correcte grootte van Ceres niet goed worden bepaald. Herschel onderschatte de grootte (hij voorspelde in 1802 een diameter van 260 kilometer). In 1811 schatte Johann Hieronymus Schröter de diameter op 2613 kilometer.

## Naam
Piazzi kwam eerst met de naam Ceres Ferdinandea, vernoemd naar de godin Ceres en Koning Ferdinand III van Sicilië. "Ferdinandea" werd echter niet geaccepteerd. In Duitsland en in Nederland werd de naam Hera voor een korte tijd gebruikt. In Griekenland wordt Ceres vaak Δήμητρα (Demeter) genoemd, naar het Griekse equivalent van Ceres. De naam Demeter wordt echter ook al gebruikt voor de planetoïde 1108 Demeter. Het astronomische symbool van Ceres is een sikkel (). Het element cerium, ontdekt in 1803, is vernoemd naar Ceres. In datzelfde jaar werd een ander element aanvankelijk ook naar Ceres vernoemd, maar toen de naam Cerium al werd gebruikt, noemde de ontdekker het element Palladium, naar de planetoïde Pallas.

## Classificatie

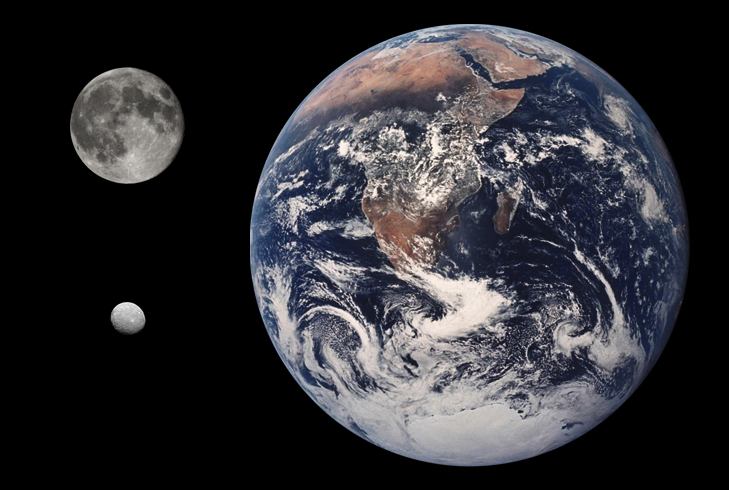
Ceres (linksonder), de Maan en de Aarde, allemaal op schaal.

De classificatie van Ceres is meermaals veranderd en vormt tot op heden een punt van controverse. Johann Elert Bode geloofde dat Ceres de "ontbrekende planeet" was tussen Mars en Jupiter. Ceres kreeg een astronomisch symbool, zoals de andere planeten, en werd, samen met Pallas, Juno en Vesta gedurende zeker een halve eeuw een planeet genoemd.
Toen er echter meer objecten gevonden werden in dit gebied, besloot men deze objecten een andere naam te geven. In 1802 stelde Herschel de naam planetoïde (en: "asteroid" ("ster-achtig")) voor. Ceres kreeg daardoor de naam 1 Ceres, volgens de moderne naamgeving van planetoïden.
Door het debat van 2006 over Pluto en de definitie van 'planeet' overwoog men Ceres opnieuw te classificeren als planeet. Een voorstel voor de definitie van planeet was "een hemellichaam dat (a) genoeg massa heeft om met zijn eigen zwaartekracht de interne krachten van zijn eigen lichaam te overwinnen zodat daarmee een hydrostatisch evenwicht bewerkstelligd wordt, en (b) zich in een baan bevindt rond een ster en noch een ster, noch een natuurlijke satelliet van een planeet is". Als dit voorstel zou zijn gebruikt, dan zou Ceres de vijfde planeet vanaf de Zon zijn. Het werd echter niet geaccepteerd, en in plaats daarvan kwam op 24 augustus 2006 een andere definitie, met een aanvullende voorwaarde dat een "planeet" "de omgeving heeft "schoongeveegd" van andere objecten". Hierdoor is Ceres geen planeet, omdat zij samen met duizenden andere planetoïden in haar omgeving om de Zon draait. In plaats daarvan is Ceres (samen met o.a. Pluto en Eris) nu geclassificeerd als dwergplaneet.

## Eigenschappen

Grootte van de eerste tien objecten uit de planetoïdengordel, vergeleken met de Maan. Ceres is de eerste van links.

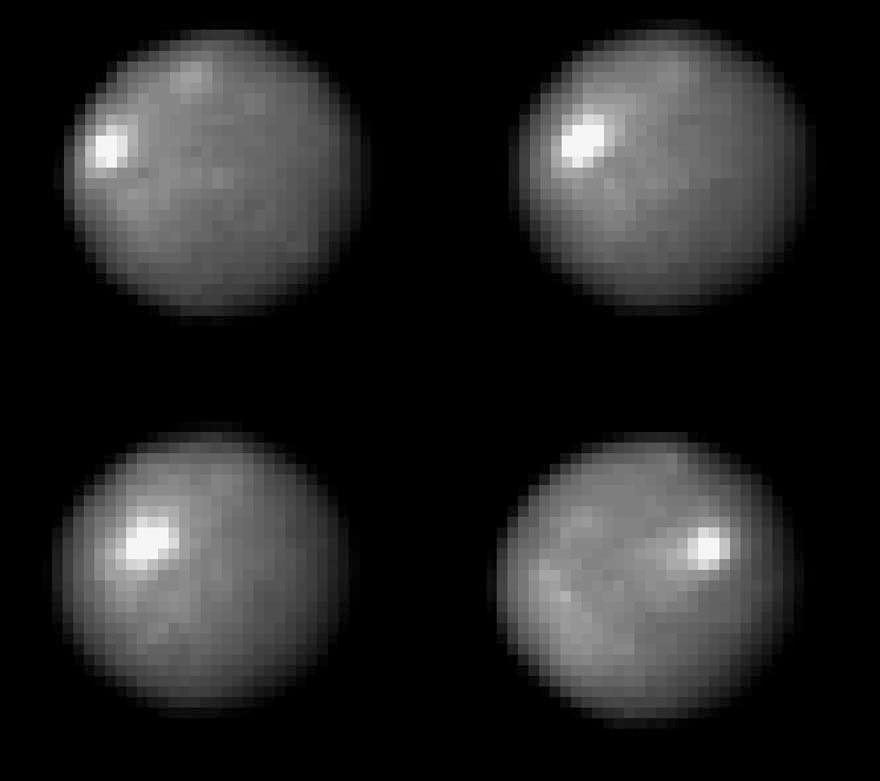
Foto's van Ceres door de ruimtetelescoop Hubble. De heldere vlek is een zoutafzetting.

Ceres is het grootste object in de planetoïdengordel, die tussen de banen van Mars en Jupiter ligt. De massa van Ceres is bepaald door de invloed die zij uitoefent op kleinere planetoïden. Alle resultaten verschillen iets van elkaar, maar het gemiddelde van de drie meest precieze schattingen is ongeveer 9,4 × 1020 kilogram. Ceres bevat daarmee ongeveer een derde van de totale massa van de planetoïdengordel en heeft daarmee 4% van de massa van de Maan. De grootte en massa van Ceres zijn genoeg om een hydrostatisch evenwicht te bewerkstelligen. Ceres onderscheidt zich daarmee van de meeste overige objecten in de planetoïdengordel, ook de grotere als Euphrosyne, die niet (volledig) in hydrostatisch evenwicht verkeren en daarmee onvoldoende 'rond' zijn om een dwergplaneet genoemd te worden.

### Interne structuur

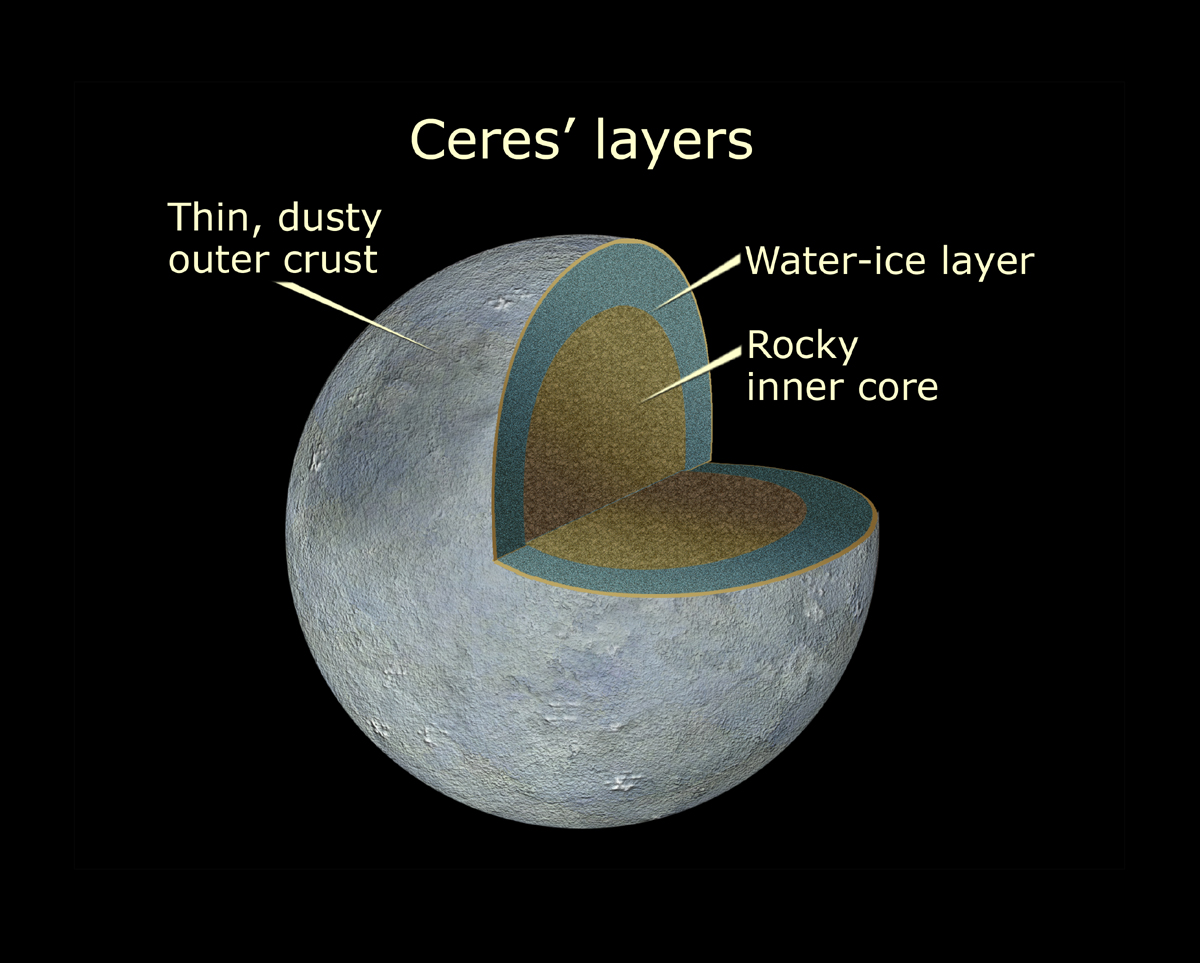
Mogelijke interne structuur van Ceres

Petr Thomas van de Cornell-universiteit beweerde dat Ceres gedifferentieerd is. Haar afplatting is namelijk te klein voor een niet-gedifferentieerd object. Dit zou betekenen dat Ceres een rotsachtige kern heeft met daaromheen een mantel van ijs. Deze honderd kilometer dikke mantel bevat ongeveer 200 miljoen kubieke kilometer water. Dat is meer dan al het zoete water op Aarde. Waarschijnlijk zijn er ook vluchtige stoffen aanwezig onder het oppervlak van Ceres.
De vorm van Ceres kan worden verklaard door een poreus of een slechts gedeeltelijk of helemaal geen gedifferentieerd interieur. Door een laag gesteente boven op ijs, zouden er zouten moeten worden gevormd. Deze zijn echter niet gedetecteerd. Daarom heeft Ceres mogelijk geen mantel van ijs.

### Oppervlak

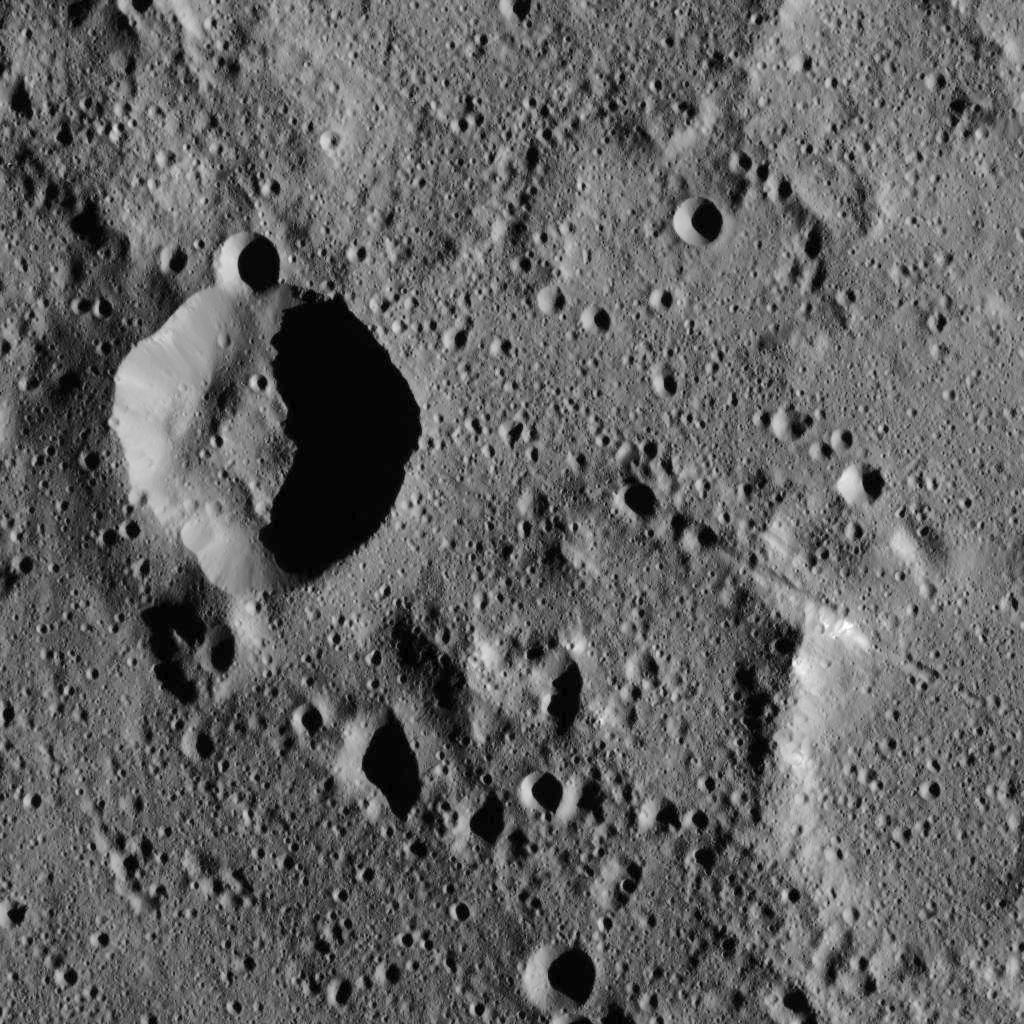
Kraters op Ceres door Dawn (18 december 2015)

Het oppervlak van Ceres lijkt op die van C-type planetoïden. Er zijn echter wel verschillen. Ceres bevat namelijk gehydrateerde materialen, wat duidt op water onder het oppervlak. Andere mogelijke bestanddelen zijn onder andere cronstedtiet en carbonaten, zoals dolomiet en sideriet. Dit komt vaak voor in koolstofhoudende chondrieten. Soms is Ceres geclassificeerd als een G-type planetoïde.
Het oppervlak van Ceres is relatief warm. De maximale temperatuur van het oppervlak naar de Zon gericht is ongeveer 235 K (ongeveer -38°C).
Tot 2015 waren slechts enkele kenmerken van het oppervlak van Ceres duidelijk gedetecteerd. Foto's van ultraviolet licht gemaakt door de Ruimtetelescoop Hubble uit 1995 vertoonden een donkere vlek op haar oppervlak, die, ter ere van haar ontdekker, Giuseppe Piazzi, "Piazzi" werd genoemd. Men denkt dat dit een krater is. Later werden er meer foto's gemaakt met de Keck-telescoop. Twee zwarte vlekken werden gevonden. Deze zijn waarschijnlijk kraters. Recentere foto's van de ruimtetelescoop Hubble toonden elf herkenbare kenmerken aan het oppervlak. Hun oorsprong is onbekend.
Uit de laatste observaties blijkt ook dat de noordpool van Ceres wijst naar de richting met een rechte klimming van 19 u en 24 min, en een declinatie van +59°. Dit betekent dat de obliquiteit van Ceres laag is, namelijk ongeveer 3°.
Beelden van Dawn maakten in september 2016 meer duidelijk over de geologie van Ceres. Het oppervlak blijkt te bestaan uit rotsen en ijs en bezaaid te zijn met kraters. Ook zijn er meerdere grote ijsvulkanen, die een halfgesmolten mengsel van water, ammoniak en zouten uitbraken. Op de beelden was ook ijs te zien aan het oppervlak nabij de noordpool; doordat hier vrijwel nooit zonlicht komt, kan dit ijs niet sublimeren.

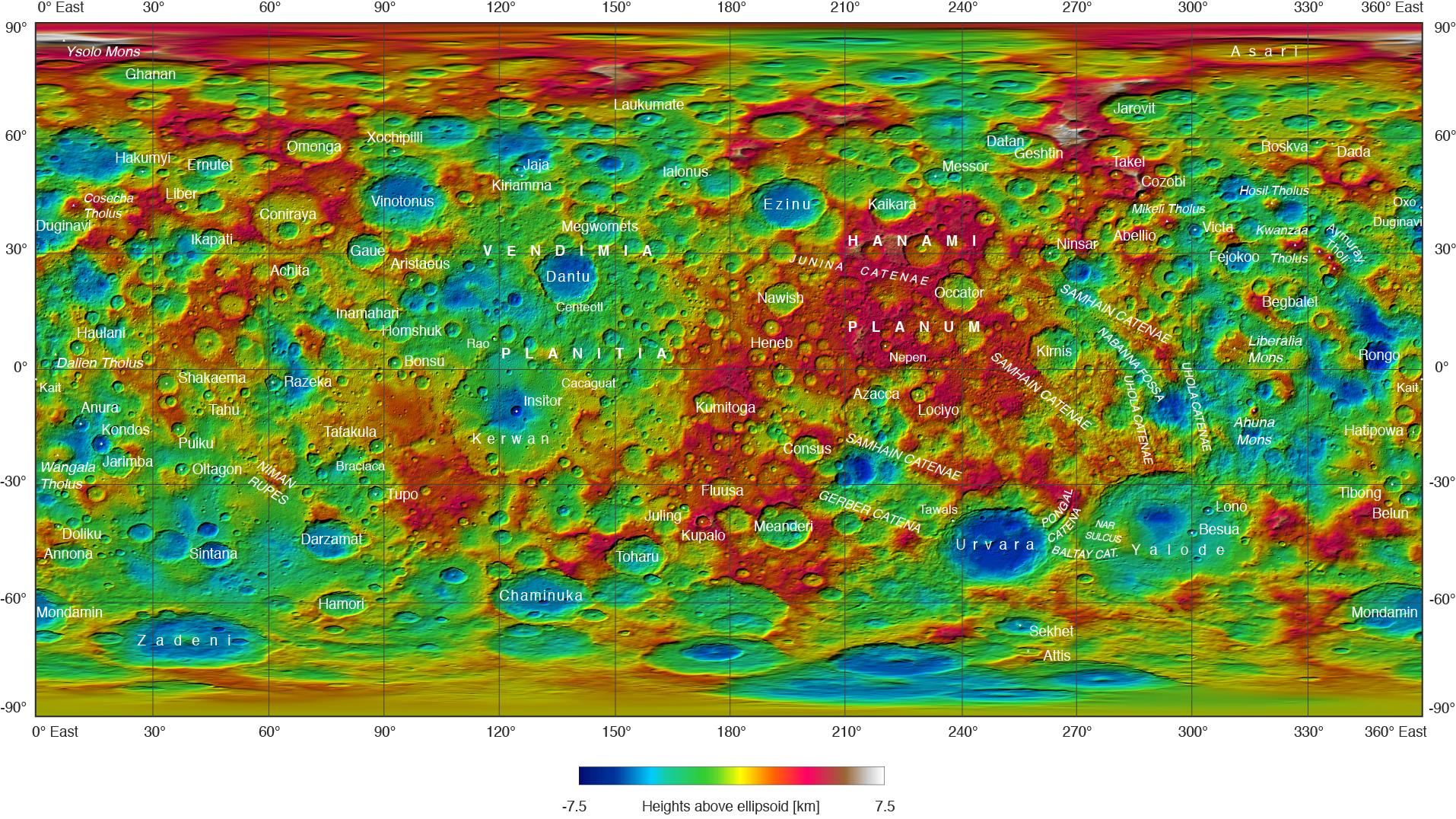
Kaart van Ceres gebaseerd op metingen door Dawn

### Atmosfeer
Het is mogelijk dat Ceres een dunne atmosfeer en waterijs aan het oppervlak zou hebben. Bij een afstand van minder dan 5 AE tot de Zon wordt waterijs aan het oppervlak onstabiel en sublimeert het. Dit gebeurt in een korte tijd, waardoor het moeilijk is de verdamping van water te detecteren. In de jaren 90 zou water dat ontsnapt van de poolgebieden van Ceres zijn geobserveerd, maar dit kon niet onomstotelijk worden bewezen. Begin 2014 meldde het ESA dat metingen tussen november 2011 en maart 2013 wezen op waterdamp rond de planeet.

## Mogelijk buitenaards leven
Door de mogelijke aanwezigheid van waterijs zou er mogelijk leven kunnen bestaan op Ceres. Hierover wordt echter niet zo veel gediscussieerd als over mogelijk leven op bijvoorbeeld Mars of Europa. Dit bewijs kan mogelijk echter worden gevonden in de ejecta die afkomstig zijn van Ceres.

## Baaneigenschappen

Baan van Ceres

Ceres heeft een baan die tussen die van Mars en Jupiter ligt. Ceres ligt in de planetoïdengordel en heeft een omlooptijd van 4,6 jaar. De baan heeft een inclinatie van ongeveer 10,6° en een excentriciteit van ongeveer 0,08. Ceres heeft een rotatieperiode van negen uur en vier minuten.
Dit diagram illustreert de banen van Ceres (blauw) en een aantal planeten (grijs). De delen van de baan onder de ecliptica is donkerder. De afbeelding rechtsboven laat de perihelia (q) en de aphelia (Q) van Ceres en Mars zien. Het perihelium van Mars ligt aan de andere kant dan dat van Ceres en de meeste andere planetoïden.

## Oorsprong en evolutie
Ceres is waarschijnlijk een overblijfsel van een protoplaneet, die ongeveer 4,57 miljard jaar geleden in de planetoïdengordel werd gevormd. Hoewel de meeste protoplaneten in het binnenste deel van het Zonnestelsel met elkaar zijn samen gegaan of zijn weggeworpen door de zwaartekracht van Jupiter, denkt men dat Ceres het als enige heeft overleefd.
De geologische evolutie van Ceres was afhankelijk van warmtebronnen tijdens en na haar formatie: frictie van de accretie van planetesimalen en het verval van radio-isotopen. Men denkt dat dit voldoende was voor de differentiatie van Ceres: een rotsachtige kern en een mantel van ijs. Doordat Ceres zo klein is, koelde zij al snel af, waardoor geologische processen al gauw ophielden. Tegenwoordig is Ceres waarschijnlijk een geologisch inactief object, met een oppervlak dat voornamelijk uit kraters bestaat.

## Verkenning

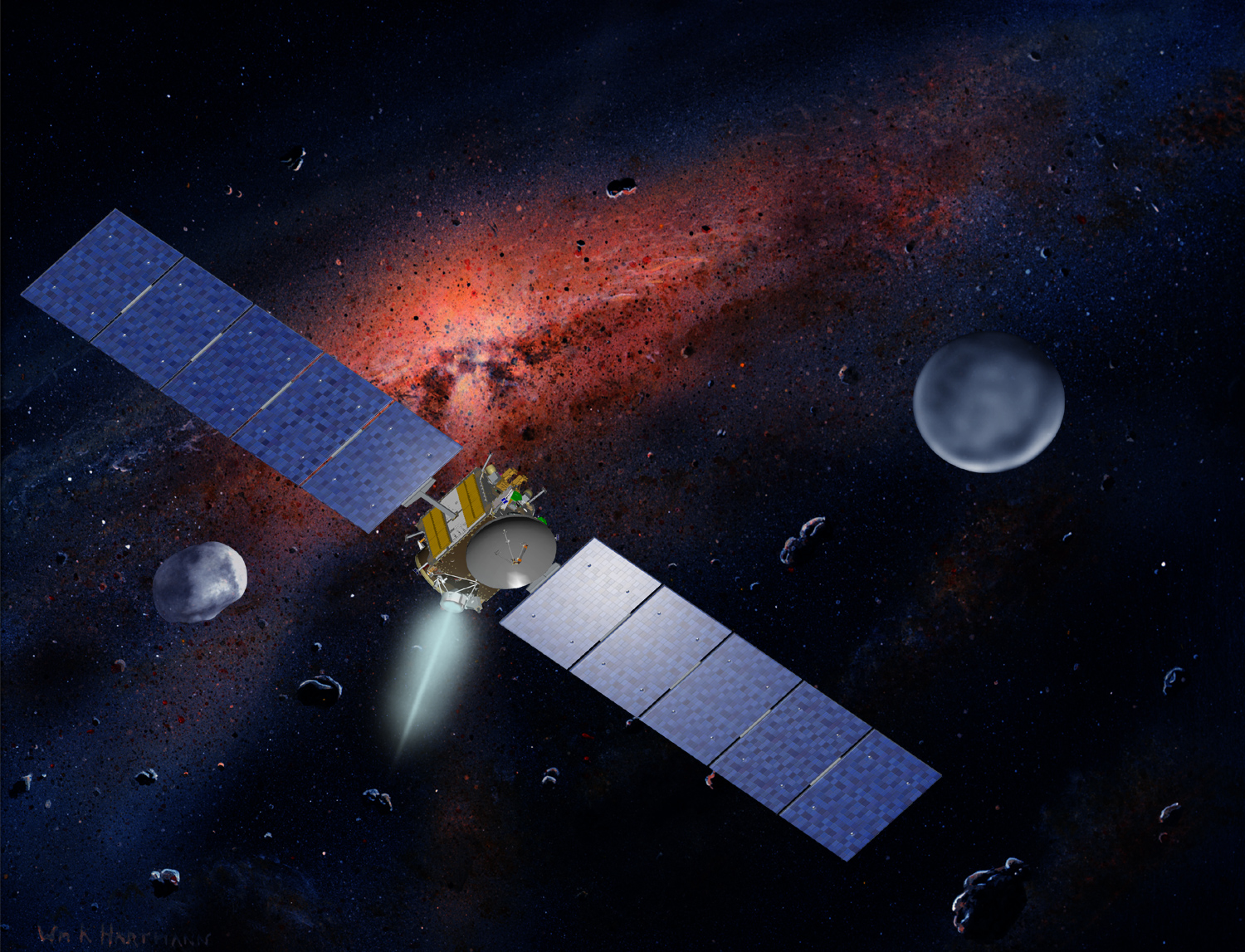
De ruimtesonde Dawn op weg naar Ceres.

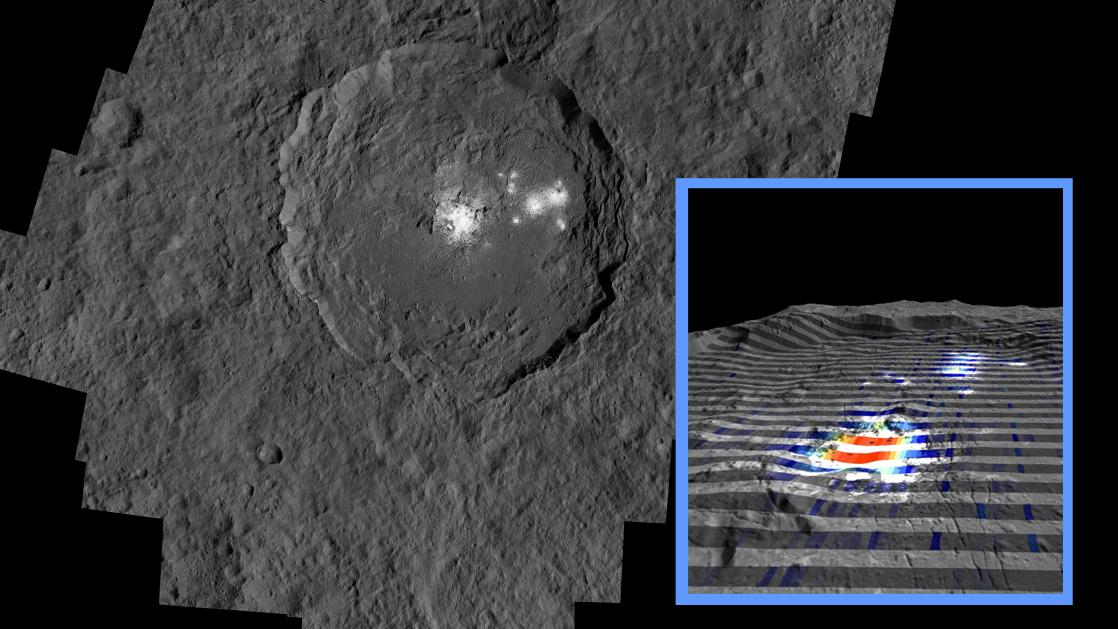
Heldere vlekken

Tot begin 2015 was Ceres het grootste object in het zonnestelsel binnen de baan van Pluto dat nog niet verkend was door een ruimtevaartuig. De onbemande ruimtesonde Dawn van de NASA, die gelanceerd is in 2007, vertrok in augustus 2012 naar Ceres. Op 6 maart 2015 werd de ruimtesonde Dawn ingevangen door het zwaartekrachtsveld van Ceres. Dawn draaide meerdere maanden als satelliet rond Ceres om de dwergplaneet te onderzoeken, wat de astronomie veel nieuwe informatie opleverde. Opmerkelijk zijn de heldere vlekken op het oppervlak van Ceres. Toen Dawn in een lagere baan om Ceres vloog, bleek dat de vlekken op de bodem van kraters liggen. Het zijn zoutafzettingen (vooral natriumcarbonaat) op de bodem.